# Espuri Veturi Cras Cicurí (decemvir)
Espuri Veturi Cras Cicurí (en llatí Spurius Veturius SP. F. P. N. Crassus Cicurinus) va ser un magistrat romà. Formava part de la gens Vetúria.
Va ser membre del primer decemvirat l'any 451 aC. Titus Livi l'esmenta com a Luci Veturi, i Dionís d'Halicarnàs diu que es deia Titus Veturi.